# Kegare
Kegare (穢れ・汚れ, « impureté, souillure ») est le terme japonais pour désigner un état de pollution et de souillure, important en particulier comme terme religieux dans le shinto. Les causes typiques de kegare sont le contact avec toute forme de mort, l'accouchement (pour les parents), la maladie et la menstruation. Dans le shinto, le kegare est une forme de tsumi, (violation de tabou), qui doit être en quelque sorte compensé par la personne responsable. Il peut être remédié à cette situation par des rites de purification appelés misogi et harae. Le kegare peut avoir un impact négatif non seulement sur la personne directement concernée, mais aussi sur la communauté à laquelle il ou elle appartient.
Le kegare n'est pas une forme de jugement moral, mais plutôt une réaction spontanée aux forces naturelles amorales. Que la souillure soit causée par un acte délibéré, comme dans le cas d'un crime ou d'un événement extérieur comme la maladie ou la mort, est secondaire. Ce n'est donc pas l'équivalent d'un péché.

## La mort comme source dekegare
Le concept de kegare associé à la mort a encore une force considérable au sein de la société japonaise, même pendant les funérailles bouddhistes. La mort et tout ce qui s'y rapporte sont considérés comme la principale source de souillure. 
C'est pourquoi, après la mort de l'un de ses membres, une famille n'enverra pas à ses amis et à la famille de cartes postales habituelle avec des salutations de saison pendant l'été et l'hiver, les remplaçant par des lettres d'excuses. Ceux qui assistent à des funérailles bouddhistes reçoivent un petit sac de sel pour se purifier avant de retourner dans leurs foyers, afin d'éviter d'amener le kegare à leurs familles.
Les kami de la famille doivent être protégés autant que possible du contact avec la mort, le sang et la maladie. Une conséquence encore habituelle de cette croyance est l'habitude de renoncer à la visite traditionnel du Nouvel An (hatsumōde) à un sanctuaire shinto s'il y a eu un décès au sein de la famille au cours de l'année. 
Les prêtres shinto (les kannushi) doivent apporter une attention particulière afin d'éviter cette forme de kegare, et doivent veiller à traiter correctement la mort et la maladie. Compte tenu de l'importance de la relation à la mort dans la religion, ce fort tabou de la mort ne peut pas avoir fait partie du culte des kami depuis le début. L'exclusion de la mort des rites religieux est devenue pour la première fois possible lorsqu'une autre religion, le bouddhisme, l'a prise en charge.